# دیتر مان
دیتر مان (آلمانی: Dieter Mann؛ ۲۰ ژوئن ۱۹۴۱ – ۳ فوریهٔ ۲۰۲۲) یک هنرپیشه، کارگردان، تهیه‌کننده، مجری رادیویی اهل آلمان بود. وی استاد دانشگاه بود. او در طول کار خود در چندین اثر تئاتر و در بیش از ۱۴۰ اثر سینمایی و تلویزیونی بازی کرد. دیتر مان بین سال‌های ۱۹۸۴ تا ۱۹۹۱ کارگردان تئاتر آلمان بود. در ۱۹۹۳ به عضویت آکادمی هنرهای برلین درآمد. در سطح بین‌المللی او بیشتر به خاطر بازی در نقش ویلهلم کایتل در فیلم سقوط شهرت داشت.

## درگذشت
وی در ۳ فوریهٔ ۲۰۲۲ در سن ۸۰ سالگی در برلین درگذشت.

## گزیده فیلمشناسی
از فیلم‌ها یا برنامه‌های تلویزیونی که وی در آن نقش داشته‌است می‌توان به سقوط، لوته در وایمار و تعهد اشاره کرد.